# Липовое (Глобинский район)
Липовое (укр. Липове) — село в Глобинском районе Полтавской области Украины. Входит в Святиловский сельский совет.
Население по переписи 2001 года составляло 578 человек.

## Географическое положение
Село находится на левом берегу дельты реки Сула в месте впадения её в Кременчугское водохранилище (Днепр).
Через село проходит автомобильная дорога Н-08.

## История
Село было основано в XVII веке. Первые жители села жили на берегу Сули. Липовое было свободным до 1714 года, когда полковник Игнатий Иванович Галаган получил в собственность село от Петра І. «Село Липовое ис плотною, что на речке Суле» вместе из селянами та землями de jure переходило у собственность полковника. Никто из селян не должен был выступать против «захвата» села, «а войт тамошний с посполитими людми так в сенокосах, какъ и во инихъ потребахъ належащее отдавали послушаніе».
В Центральном Государственном Историческом Архиве Украины в городе Киеве есть исповедная ведомость за 1763 год.

## Экономика
- ООО «База отдыха „Липовое“».
- База отдыха «Солнечная».
- ЧП «Днепр».

## Объекты социальной сферы
- Школа І ст.